# マリオ・セルジオ
マリオ・セルジオ・レアル・ノゲイラ（Mário Sérgio Leal Nogueira、1981年7月28日 - ）は、ポルトガル・ポルト県パレデス出身のプロサッカー選手。ポジションはDF（RSB）。

## 経歴

### クラブ
FCパソス・デ・フェレイラのアカデミーで育成され、2000年10月1日のプリメイラ・リーガ・CFエストレラ・アマドーラ戦で途中出場しプロデビュー。翌シーズンからレギュラーに定着した。
2002年6月6日、プリメイラ・リーガのアソシアソン・ナヴァル・プリメイロ・デ・マイオにフリーで加入。
2003年6月25日、スポルティング・クルーベ・デ・ポルトゥガルと4年契約を結んだ。しかし3シーズンで公式戦出場は18試合に留まり、ヴィトーリア・ギマランイスへのレンタルを経て2005-06シーズン終了後に放出された。
2008年7月27日、FCメタルルフ・ドネツィクに移籍。2009年9月25日、クラブとの契約を2012年まで延長した。2012年3月のSCタフリヤ・シンフェロポリ戦でクラブ史上初の100試合出場を達成。同月、他の2選手と共にクラブから放出された。
2012年5月15日、キプロスのAPOELニコシアと2年契約を結んだ。2014年12月、契約を2017年6月まで延長した。
2016年12月30日、フリーでアポロン・リマソールに加入。契約は半年で1シーズンの延長オプション付。

### 代表
アンダー世代からポルトガル代表としてプレーしており、UEFA U-21欧州選手権2004や2004年アテネオリンピックなどに参加した。

## 所属クラブ
ユース
- FCパソス・デ・フェレイラ 1989-2000

プロ
- FCパソス・デ・フェレイラ 2000-2003
- スポルティング・クルーベ・デ・ポルトゥガル 2003-2006

→ ヴィトーリア・ギマランイス 2005-2006 (loan)
- アソシアソン・ナヴァル・プリメイロ・デ・マイオ 2006-2008
- FCメタルルフ・ドネツィク 2008-2012
- APOELニコシア 2012-2016
- アポロン・リマソール 2017
- ヴァルジムSC 2017-2019
- FCフェルゲイラス1932 2017-2019

## 代表歴
- ポルトガル U-21
  - UEFA U-21欧州選手権2002
  - UEFA U-21欧州選手権2004予選
- ポルトガル U-23
  - 2004年アテネオリンピック
- ポルトガル B

## タイトル
APOEL
- キプロス・ファーストディビジョン: 2012–13, 2013–14, 2014–15, 2015–16
- キプロス・カップ: 2013–14, 2014–15
- キプロス・スーパーカップ: 2013